# Hydroporus glabriusculus
Hydroporus glabriusculus är en skalbaggsart som beskrevs av Aubé 1838. Hydroporus glabriusculus ingår i släktet Hydroporus och familjen dykare. Enligt den finländska rödlistan är arten nära hotad i Finland. Arten är reproducerande i Sverige. Artens livsmiljö är små tjärnar och gölar (även flarkar). Inga underarter finns listade i Catalogue of Life.